# Sui Dongliang
Sui Dongliang (隋東亮T, 隋东亮S, Suí DōngliàngP; Dalian, 24 settembre 1977) è un ex calciatore cinese, di ruolo centrocampista.

## Carriera

### Nazionale
Ha partecipato ai Mondiali Under-20 del 1997.

## Palmarès

### Club

#### Competizioni nazionali
- Campionato cinese: 1

Beijing Guoan: 2009